# Jadwiga Bobrowska
Jadwiga Romana Bobrowska (23 maja 1948 w Sosnowcu, zm. 11 lub 14 listopada 2006) – polska teoretyczka muzyki, etnomuzykolożka i pedagożka, profesor nauk humanistycznych.

## Życiorys
W młodości należała do amatorskiego zespołu tanecznego, który działał przy Domu Kultury „Górnik”, a także do Społecznego Ogniska Muzycznego w Sosnowcu. Uczyła się w szkole muzycznej w Sosnowcu. Studiowała w Państwowej Wyższej Szkole Muzycznej w Katowicach w latach 1967–1972. Ukończyła studia z wyróżnieniem z tytułem magistra, pracę magisterską pt. Pieśni ludowe Zagłębia Dąbrowskiego napisała pod kierunkiem Adolfa Dygacza. Uzyskała tytuł doktora w 1975 roku na Wydziale Filozoficzno-Historycznym Uniwersytetu Wrocławskiego na podstawie pracy pt. Pieśni ludowe regionu żywieckiego obronionej z wyróżnieniem, jej promotorem był ponownie Adolf Dygacz. Utraciła wzrok na skutek choroby w 1976 roku. Habilitowała się z historii, specjalność: historia i teoria muzyki, w 1992 roku w Instytucie Sztuki Polskiej Akademii Nauk na podstawie pracy pt. Ludowa kultura muzyczna XVII-wiecznej Polsce w świetle twórczości Wacława Potockiego. 30 czerwca 2003 roku uzyskała tytuł profesora nauk humanistycznych, akt nadania tytułu został jej wręczony 8 lipca tegoż roku.
Pracowała od 1972 roku na stanowisku adiunkta w Państwowej Wyższej Szkole Muzycznej w Katowicach, późniejszej Akademii Muzycznej, gdzie wykładała historię teorii muzyki oraz polski folklor muzyczny.
Należała Sekcji Muzykologów Związku Kompozytorów Polskich od 1979 roku.
17 listopada 2006 roku została pochowana w Sosnowcu na cmentarzu katolickim przy ul. Smutnej.

## Dorobek naukowy
Zajmowała się głównie polską muzyką ludową Zagłębia Dąbrowskiego, Śląska i Żywiecczyzny. Publikacje książkowe:
- Pieśni ludowe regionu żywieckiego (1981)[6]
- Ludowa kultura muzyczna XVII-wiecznej Polski w świetle twórczości Wacława Potockiego (1989)[6]
- Dzieje zbiorów i badań oraz charakterystyka cech stylistycznych polskiej muzyki ludowej (2000)[7]
- Mikołaj Rej o muzyce ludowej w XVI-wiecznej Polsce (2005)[6]

## Nagrody
- Brązowy Krzyż Zasługi (1979)[2]
- nagroda miasta Sosnowca za upowszechnianie kultury (2002)[4]